# Alive (Meat Loaf)
"Alive" is een nummer van de Amerikaanse zanger Meat Loaf. Het verscheen als de achtste track op zijn album Bat Out of Hell III: The Monster Is Loose uit 2006.

## Achtergrond
"Alive" is geschreven door Holly Knight, Desmond Child, James Michael en Andrea Remanda en geproduceerd door Child. Het nummer is mede verantwoordelijk voor het ontstaan van Bat Out of Hell III: The Monster Is Loose; Child vertelde aan Meat Loaf dat hij het speciaal voor het album had geschreven. Het lied gaat over de moeilijke tijden die de verteller van het nummer heeft gehad.
Alhoewel "Alive" nooit op single werd uitgebracht, bleek het toch een populair nummer. Zo was het in Nederland in de jaren na uitgave enkele keren in de NPO Radio 2 Top 2000 terug te vinden, met plaats 532 in 2007 als hoogste notering.

## NPO Radio 2 Top 2000
| Nummer met noteringen in de NPO Radio 2 Top 2000 | '07 | '08  |
| ------------------------------------------------ | --- | ---- |
| Alive                                            | 532 | 1830 |

1. ↑  Een vetgedrukt getal geeft de hoogste notering aan.
2. ↑  2007 was het eerste jaar met een notering voor dit nummer.
3. ↑  Deze tabel is bijgewerkt tot en met de laatste editie (2024).